# Clarkeasia
Clarkeasia là chi thực vật có hoa trong họ Acanthaceae.